# 284 av. J.-C.
Cette page concerne l'année 284 av. J.-C. du calendrier julien proleptique.

## Événements
- 13 avril (21 avril du calendrier romain) : début à Rome du consulat de Caius Servilius Tucca et Lucius Caecilius Metellus Denter[1].
  - Révolte d’Arretium (Arezzo). Coalition des Étrusques, des Gaulois sénons et des Lucaniens contre Rome. Victoire des Étrusques et des Gaulois de Britomaris à la bataille d'Arretium. Le préteur Lucius Caecilius est tué. Manius Curius Dentatus, élu consul suffect, bat les Gaulois et installe la colonie de Sena Gallica (Senigallia) sur l’Adriatique, sur des terres prise aux Sénons pour protéger le Picenum des raids gaulois[2]. Le territoire des Sénons est redistribué.

- Le roi Pharnabaze Ier d'Ibérie réforme l’alphabet[3].

## Naissances en 284 av. J.-C.
- Ptolémée III Évergète Ier.

## Décès
- Amastris, princesse achéménide.